# Município de Marion (condado de Noble, Ohio)
O município de Marion (em inglês: Marion Township) é um município localizado no condado de Noble no estado estadounidense de Ohio. No ano de 2010 tinha uma população de 671 habitantes e uma densidade populacional de 10,66 pessoas por km².

## Geografia
O município de Marion encontra-se localizado nas coordenadas 39° 49′ 22″ N, 81° 20′ 53″ O. Segundo o Departamento do Censo dos Estados Unidos, o município tem uma superfície total de 62.92 km², da qual 62,73 km² correspondem a terra firme e (0,29 %) 0,18 km² é água.

## Demografia
Segundo o censo de 2010, tinha 671 pessoas residindo no município de Marion. A densidade populacional era de 10,66 hab./km². Dos 671 habitantes, o município de Marion estava composto pelo 97,76 % brancos, o 0,15 % eram amerindios, o 0,15 % eram asiáticos, o 0,45 % eram de outras raças e o 1,49 % eram de uma mistura de raças. Do total da população o 0,6 % eram hispanos ou latinos de qualquer raça.